# Eulepidotis infuscata
Eulepidotis infuscata är en fjärilsart som beskrevs av Achille Guenée. Eulepidotis infuscata ingår i släktet Eulepidotis och familjen nattflyn. Inga underarter finns listade i Catalogue of Life.